# Megalomya longiabdominalis
Megalomya longiabdominalis là một loài tò vò trong họ Ichneumonidae.